# Sõru sadam
Sõru sadam (Sõru hamn) är en hamn på Dagö i västra Estland. Den ligger vid byn Pärna i Dagö kommun (före 2017 Emmaste kommun) i landskapet Hiiumaa (Dagö), 150 km sydväst om huvudstaden Tallinn. 
Hamnen ligger på södra sidan av Dagö vid Sölasund. Från hamnen utgår den reguljära färjetrafiken mellan Dagö och Ösel.